# Togakushi-Schrein

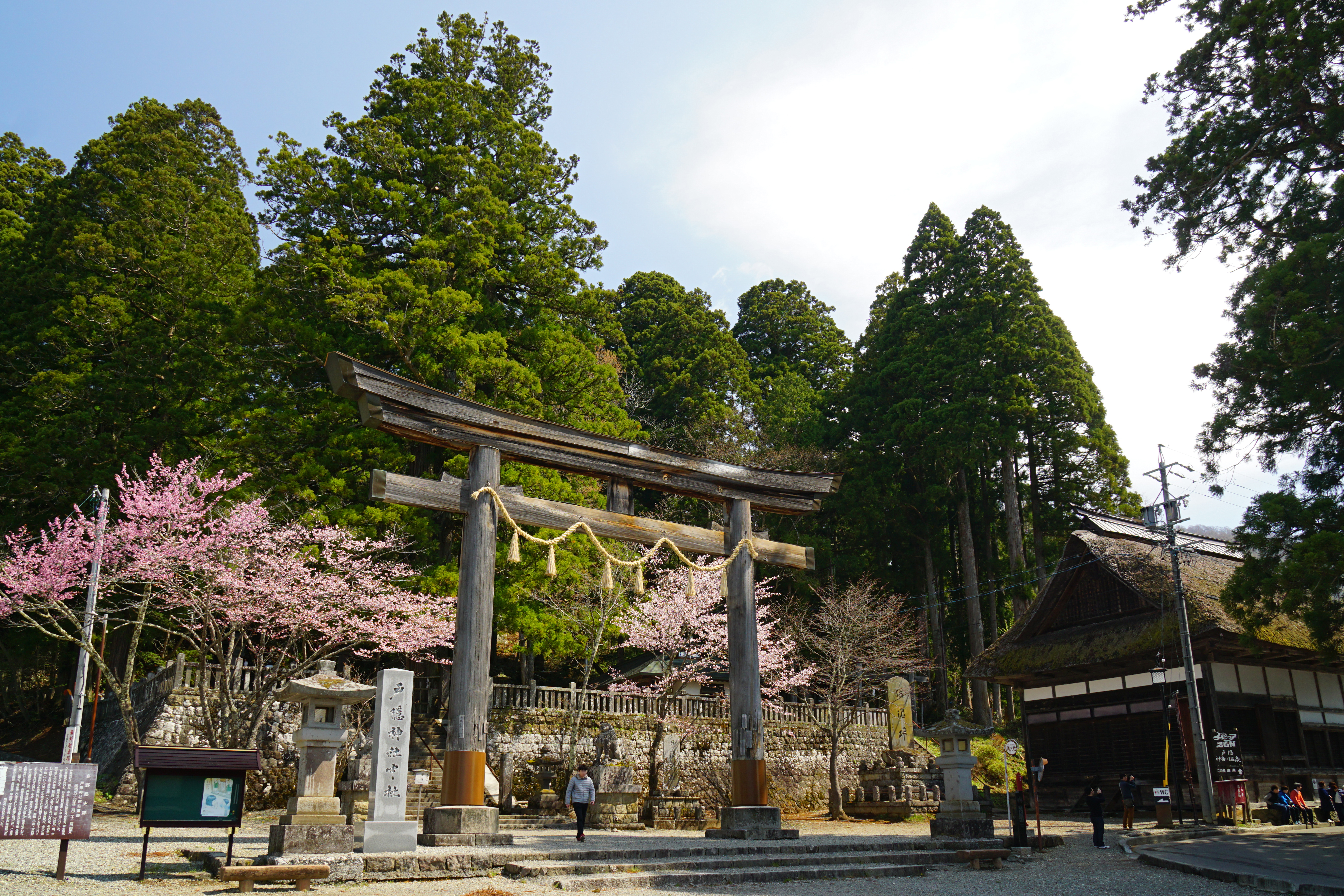
Der Chūsha

Der Togakushi-Schrein (japanisch 戸隠神社. Togakushi-jinja) ist ein Shintō-Schrein bei der heute zu Nagano gehörenden Ortschaft Togakushi in Japan. Er liegt in den bewaldeten Togakushi-Bergen, die seit Alters her als heilig galten.
Er besteht aus drei einzelnen Heiligtümern, in denen die drei Kami Ame-no-tajikara, Omoikane und Ame-no-uhaharu verehrt werden:
- Hōkōsha (宝光社, niederer Schrein)
- Chūsha (中社, mittlerer Schrein)
- Okusha (奥社, oberer Schrein)

Der Schrein steht in Verbindung zu dem Kami Ama no Iwato.
Der Weg zum Okusha führt durch eine Allee etwa 900 Jahre alter Japanische Zedern durch ein Torii.
Am Weg zum Schrein befindet sich eine ganze Reihe Restaurants, die die in Japan berühmten Soba-Nudeln aus Togakushi anbieten. Der Schrein ist außerdem für seine Kagura bekannt, zeremonielle Tänze, die hier auf 1.300 Jahre Tradition zurückblicken sollen.
Der Schrein ist eine beliebte Touristenattraktion und kann in einer Stunde von Nagano aus mit dem Bus erreicht werden.

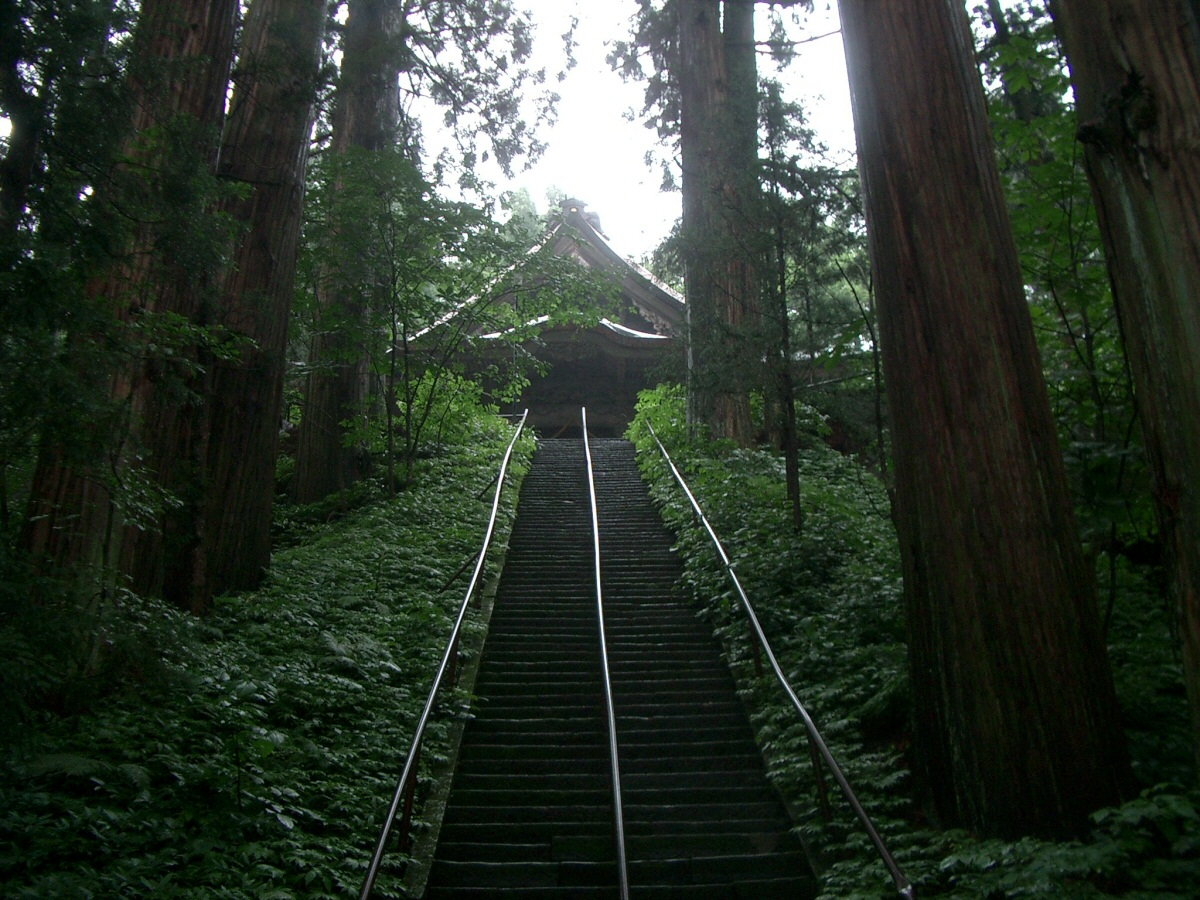
Die Stufen, die zum Hōkōsha führen
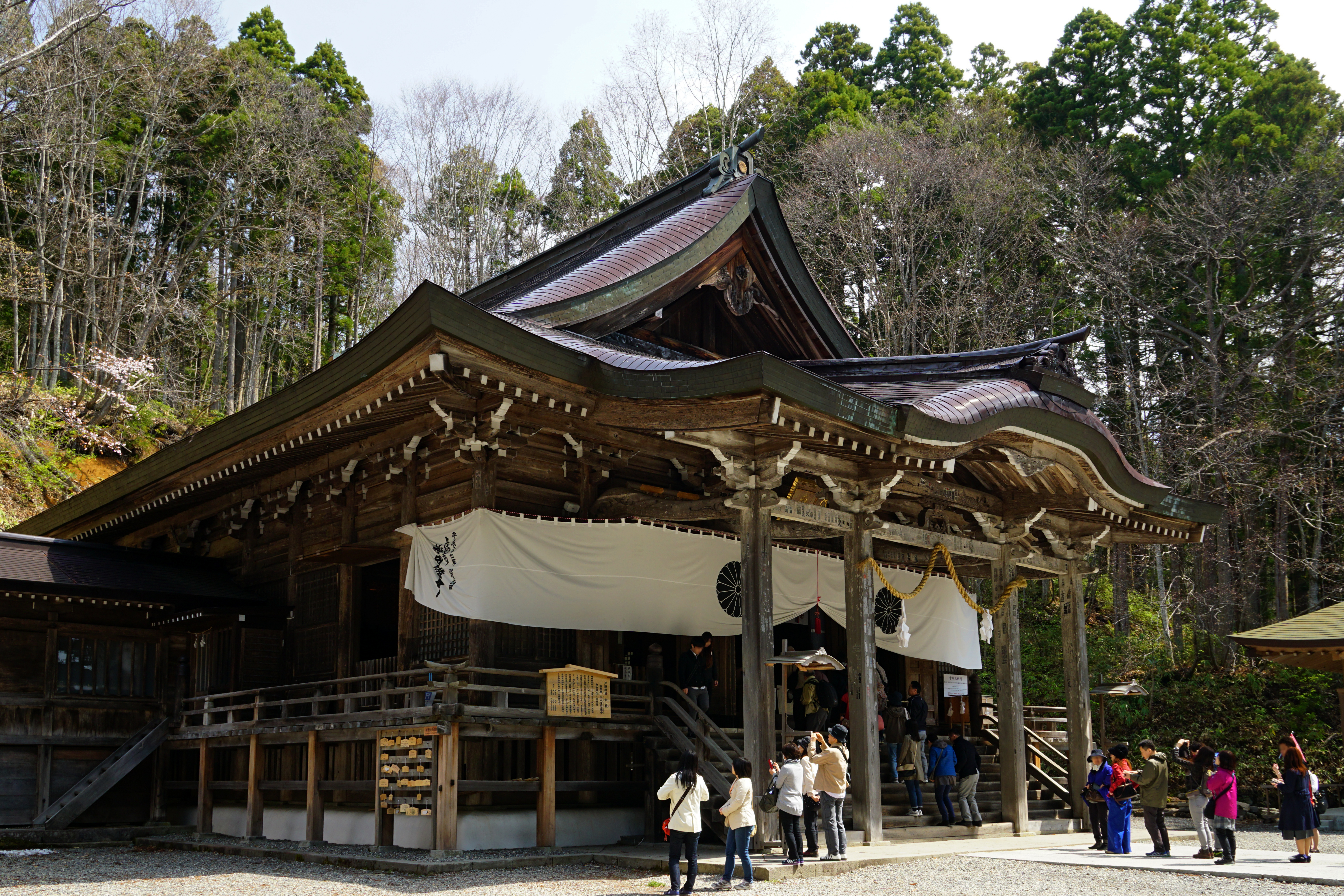
Der Chūsha
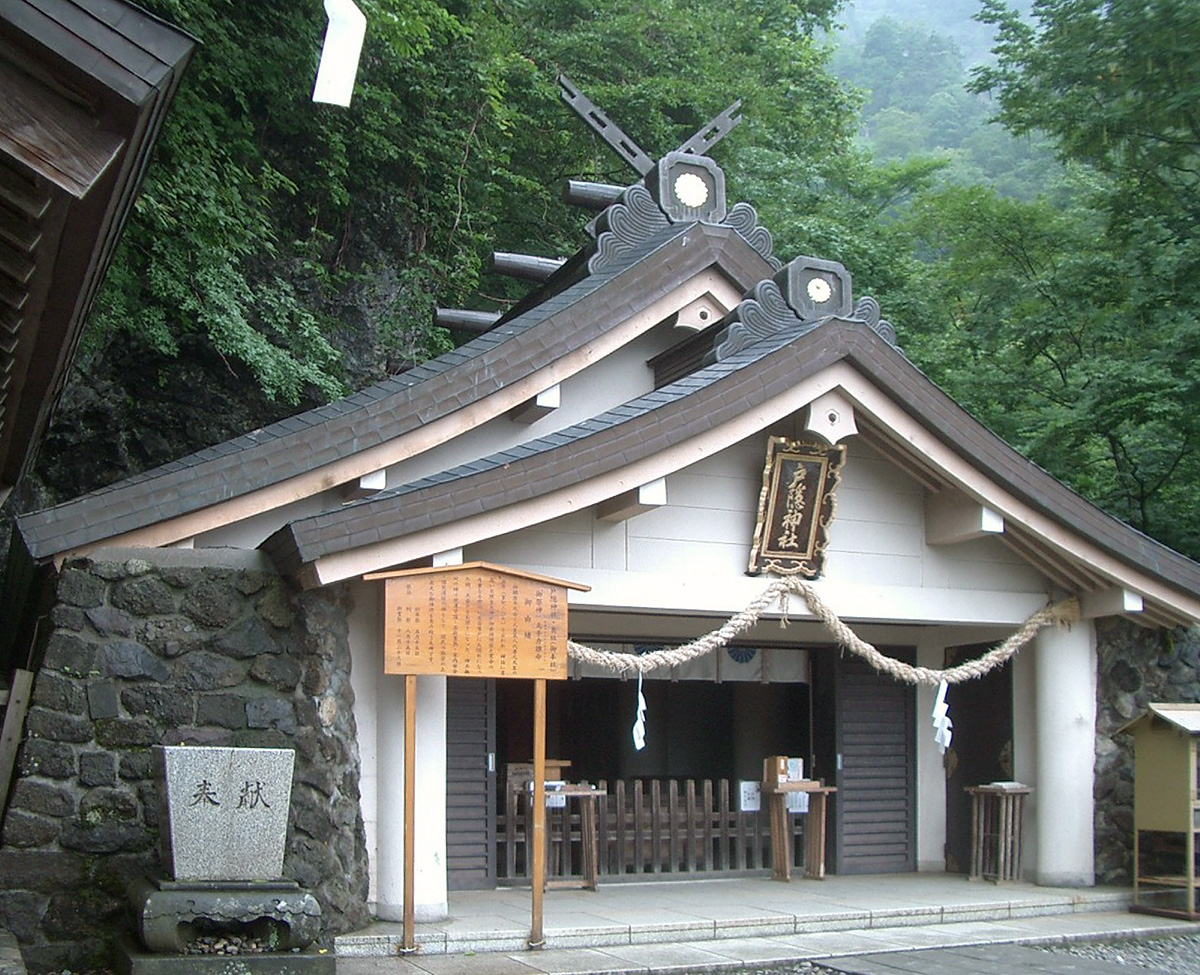
Der Okusha
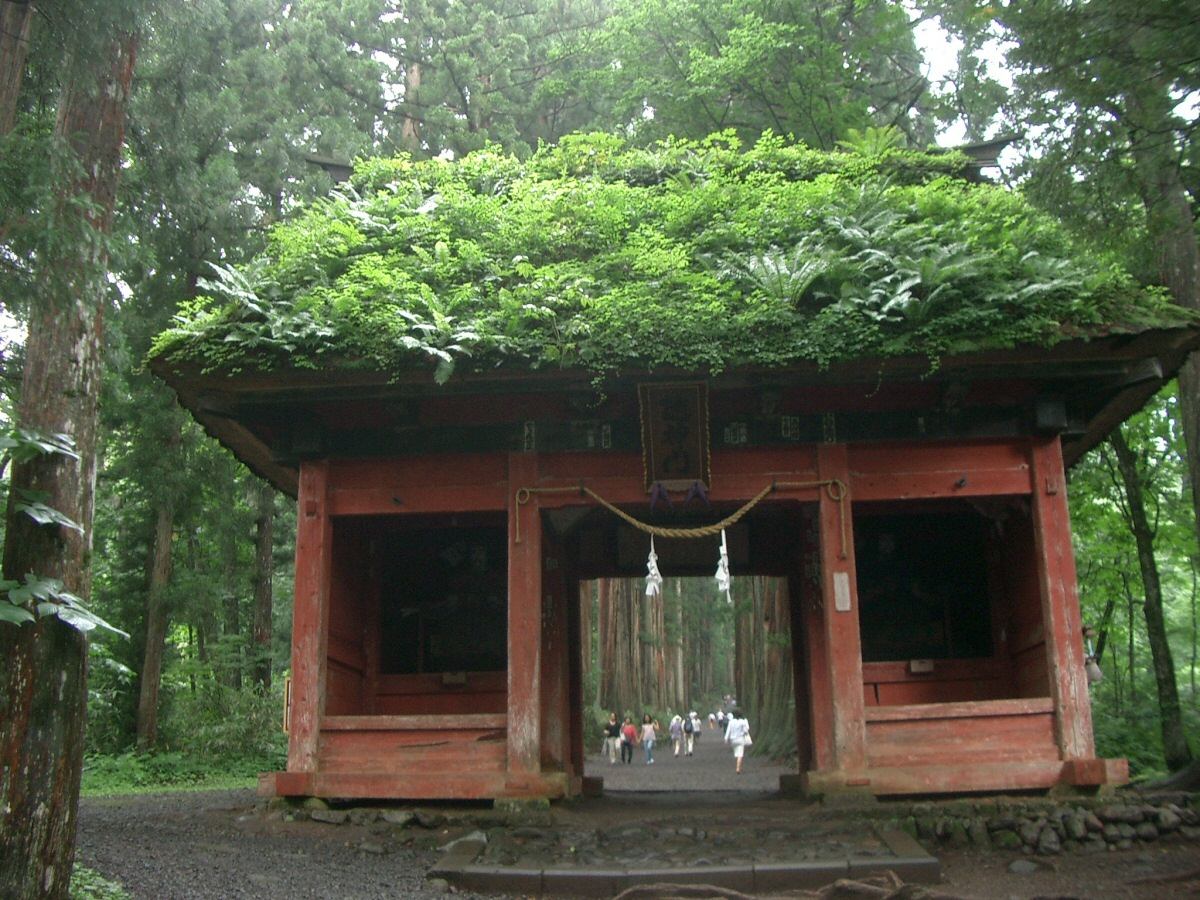
Das Zuishinmon (Wächtertor) vor dem Zedernweg zum Okusha

## Feste am Schrein
- Neujahr (1. Januar)
- Frühjahrsfest (Mai)
- Schreinfest (Mitte August)
- Jizo-Bon-Fest (Ende August)